# Aneka
Aneka, właśc. Mary Sandeman (ur. 20 listopada 1947 w Edynburgu) – szkocka wokalistka, wykonawczyni przeboju Japanese Boy.
Profesjonalna kariera artystki trwała od 1981 do 1982. W 1982 nagrała album Japanese Boy wydany przez niemiecką firmę Hansa International. Tytułowy utwór (wydany w sierpniu 1981 jako singel) okazał się największym sukcesem piosenkarki. Przez 12 tygodni utrzymywał się na brytyjskiej liście przebojów (w tym przez jeden tydzień zajmował pierwsze miejsce). Później Mary Sandeman porzuciła artystyczny pseudonim i zajęła się szkocką muzyką folk.
W 2002 piosenka Japanese Boy została umieszczona na soundtracku z gry Grand Theft Auto: Vice City.

## Album Japanese Boy
1. Oh Shooby Doo Doo Lang
2. Tuwhit Tuwhoo
3. Japanese Boy
4. Put Out The Light
5. Come Back To Me
6. Ahriman
7. It´ll Be Alright
8. Be My Only Karma
9. I Was Free
10. Little Lady

## Single
- Japanese Boy/Ae Fond Kiss
- Little Lady/Chasing Dreams
- Little Lady/Japanese Boy
- Ooh Shooby Doo Doo Lang/Could It Last A Little Longer
- I Was Free/Alister McColl
- Rose, Rose I Love You/My Johnny
- Heart To Beat/Starshine